# Desarrollo naval ibérico (1400-1600)

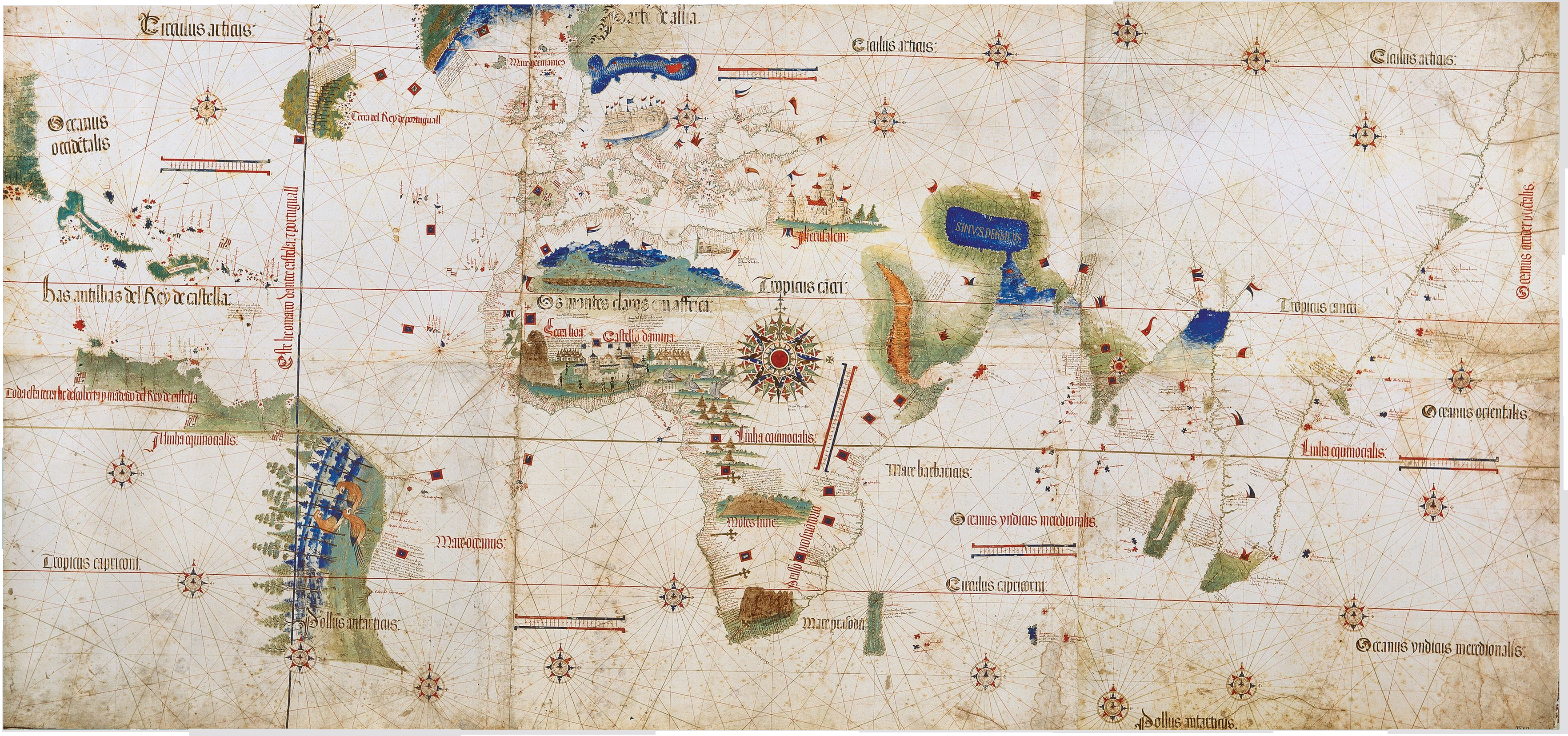
Planisferio de Cantino (1502), el primer mapa que muestra las exploraciones de Colón en América Central, las exploraciones de Gaspar Corte Real en Terranova, Vasco de Gama en India y Pedro Álvares Cabral en Brasil. Línea del Tratado de Tordesillas representada. Biblioteca Estense, Módena.

Los reinos ibéricos hicieron importantes contribuciones al desarrollo marítimo durante la llamada Era de los Descubrimientos.
La exploración y colonización del mundo por parte de España y Portugal fue posible gracias a los barcos que los ibéricos desarrollaron y utilizaron a partir del siglo XV.
El barco que inauguró esta Era, permitiendo a los portugueses costear el litoral africano, fue la carabela que los españoles copiaron. Desarrollo del barco pesquero norteafricano, era un buque ágil, fácil de maniobrar (tenía una mayor capacidad de viraje), con un desplazamiento de 50-160 t y de 1 a 3 mástiles con una vela latina que facilitaba la flotación. La limitada capacidad de carga y de la tripulación eran las principales desventajas, pero esto tenía poca relevancia mientras las naves se destinaran a la exploración. Entre las famosas carabelas se encuentran la Berrio, la Anunciación y las carabelas de Cristóbal Colón.

## Impulsos políticos detrás del desarrollo tecnológico

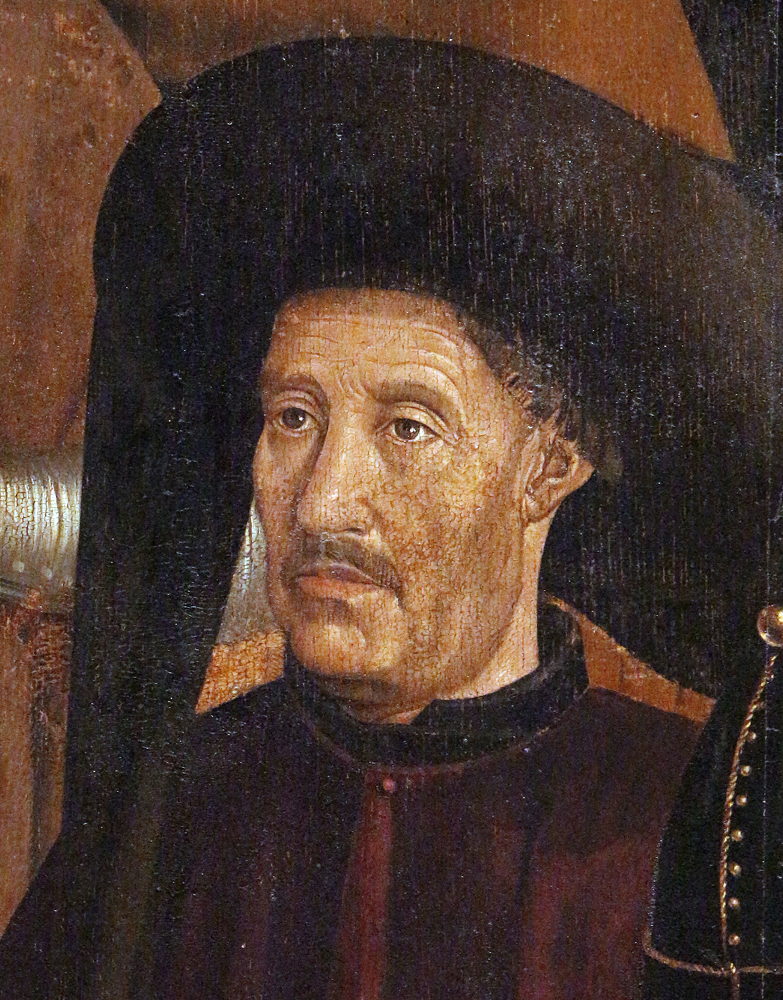
Enrique el Navegante.

A principios de la Edad Media, pocos años después de la conquista musulmana de parte de la península ibérica y la consiguiente creación de Al-Ándalus, nacieron en la península ibérica varias potencias cristianas (los reinos de Castilla, León, Portugal, Aragón, Navarra y el condado de Barcelona) que, por una parte, iniciaron la Reconquista contra los musulmanes (cuyos frutos solo se hicieron evidentes tras la victoria cristiana en la Batalla de las Navas de Tolosa en 1212) y, por otra, comenzaron a luchar entre ellos por la supremacía en un contexto sociopolítico de guerra continua que tuvo en la navegación su «válvula de escape».
Por razones geográficas obvias, los países ibéricos tenían un mayor acceso al mar que la mayoría de Europa y esto les permitió desarrollar una vocación marítima con fines tanto militares como comerciales: los aragoneses, por ejemplo, crearon un imperio marítimo en el Mediterráneo occidental.
Los portugueses en particular, como los pueblos más occidentales de Europa, con su costa que se extiende sobre el océano Atlántico y los puertos situados en las costas y a lo largo de los ríos que desembocan en él, fueron los principales exploradores de la Edad Media. Como el desarrollo del comercio terrestre era muy difícil debido a los reinos a menudo hostiles de Castilla y Aragón, era natural tratar de desarrollar el comercio en las rutas oceánicas hacia Inglaterra, Flandes y las ciudades de la Liga Hanseática, así como hacia Marruecos, de donde se importaba el grano.
En 1414, el príncipe portugués Enrique el Navegante conquistó Ceuta, en la costa norteafricana cerca del Estrecho de Gibraltar, convirtiéndola en la primera colonia lusitana de ultramar   y transformando la Reconquista de una cruzada defensiva a una cruzada activa. Los portugueses se apoderaron de las rutas comerciales transaharianas para arrebatar a los musulmanes el control de los bienes de lujo africanos (especias, oro, marfil y esclavos) y para competir con las repúblicas marítimas italianas (Venecia y Génova) por el monopolio mediterráneo de importantes bienes de lujo, a través de la Ruta de la seda y el Imperio bizantino, desde el Lejano oriente. El movimiento resultaría doblemente significativo décadas más tarde, cuando el Imperio otomano conquistó Constantinopla (1453), poniendo un freno significativo al comercio y consumo europeo de bienes de Oriente.
Los portugueses comenzaron a construir bases navales en Madeira y en las Azores, esta última se hizo muy importante posteriormente (el puerto de Angra do Heroísmo fue fundamental), luego navegaron hacia el sur y en 1434 Gil Eanes llegó al Cabo Bojador, trayendo a Lisboa el primer cargamento de esclavos africanos que desde allí hasta el comienzo de la importación masiva de especias de la India fueron la rama más rentable del comercio portugués. Diez años después de la aventura de Eanes, los exploradores lusitanos desembarcaron en las costas de Senegal, Guinea, luego Cabo Verde y Sierra Leona, estableciendo puestos comerciales de artículos de lujo (oro, especias, esclavos y plata) y armas de fuego. Fue en este punto en el que el oro de Guinea forjó el poder emergente de Portugal, poniéndolo en el centro de un denso intercambio cultural con los potentados musulmanes de África (matemáticos, cartógrafos iban y venían de un lado a otro de Gibraltar), y desatando ansias revanchistas e imitativas en los demás principados ibéricos. A finales del siglo XV, la unión de las coronas de Castilla y Aragón creó un nuevo poder político cercano a Portugal, dispuesto a tomar de los lusitanos la primacía en la exploración y colonización de las costas oceánicas.

## El contexto cultural y los medios disponibles

El Mare clausum ibérico durante la Era de los Descubrimientos.

El contexto cultural de la península ibérica fue diferente al del resto de la Europa continental desde la Edad Media, debido a la influencia cultural islámica y al aislamiento que proporcionaron los Pirineos. Las doctrinas, el equipo y las tácticas eran muy diferentes del resto de Europa.
Las tácticas militares ibéricas preferían la guerra de guerrillas o la guerra relámpago a los grandes despliegues de tropas, con grupos armados que se desplazaban rápidamente a distancias considerables, atacando y regresando rápidamente a su punto de partida. Sobre todo, los ibéricos estaban acostumbrados a ver al «moro/musulmán» como su enemigo natural. No es casualidad que en Mombasa, Vasco da Gama no tuviera reparos en saquear los barcos mercantes árabes sin escolta armada en un acto de piratería.
La disponibilidad de madera, fundamental para los barcos antiguos, era muy variada en la península ibérica. Para Portugal la situación era tan deficiente que la Corona tuvo que tomar medidas de incentivo específicas (por ejemplo, en Lisboa se eliminó el impuesto sobre los árboles del bosque real si se destinaban a los astilleros para barcos de más de 100 t), obligando a los armadores lusitanos a producir obras tan perfectas y tecnológicamente avanzadas como fuera posible.
España tenía bosques más extensos y frondosos que Portugal, aunque no ilimitados. El bosque tendía a ser defendido y preservado como recurso para la calefacción y la alimentación (fundamentalmente bellotas y refugio para el ganado en estado salvaje) aunque a veces con métodos habituales como la simple obligación de plantar un árbol en lugar de otro talado. Sólo en los veinte años de 1560-1570, durante el reinado de Felipe II, se empezó a mostrar un enfoque sistemático de la gestión de los recursos forestales para la navegación marítima, con la identificación de reservas de roble para los astilleros y el establecimiento de guardas forestales. Los españoles eran excelentes constructores de barcos, tanto que se convirtieron en fabricantes de embarcaciones para la venta: los propios ingleses compraron a los españoles seis galeones para su flota. La construcción naval se integró en la economía española, desarrollando áreas especializadas: por ejemplo, Sevilla era conocida por la reparación de barcos, la fabricación de velas y la fabricación de galletas y barriles aprovisionar a los astilleros. Estos intereses comerciales financiaron el continuo desarrollo de los barcos y su progreso tecnológico, asegurando cada vez mayores resultados para la primera exploración y luego la colonización.
Mucho antes que España, Portugal había colonizado las islas del Atlántico (Madeira, las Azores, Cabo Verde, Santo Tomé, etc.) y estableció una ruta alrededor de África, con numerosos enclaves costeros a lo largo del camino. La creación de este imperio colonial le dio a Portugal suficientes bosques para construir su flota y los ingresos para financiarla. Por ejemplo, la isla de Madeira, la «isla de la Madera», estaba deshabitada y cubierta de bosques vírgenes de hoja ancha cuando fue colonizada.
Además de la exploración costera, los barcos portugueses también hicieron viajes adicionales para reunir información meteorológica y oceanográfica. Estos viajes descubrieron los archipiélagos de las Islas Bijagós donde los portugueses fueron derrotados por los nativos en 1535, las islas de Trinidad y Martín Vaz, el archipiélago de San Pedro y San Pablo, las islas Fernando de Noronha, Corisco, Elobey Grande, Elobey Chico, Isla Ascensión, Bioko, Islas Malvinas, Isla de Príncipe, Isla Santa Elena, archipiélago de Tristán de Acuña y el Mar de los Sargazos.
El conocimiento de las corrientes oceánicas, los vientos, los alisios y el giro del Atlántico, junto con la determinación de la latitud, condujo al descubrimiento de la mejor ruta oceánica de regreso de África: cruzar el Atlántico central hasta las Azores, utilizando vientos y corrientes que giran en el sentido de las agujas del reloj en el hemisferio norte debido a la circulación atmosférica y al efecto de la fuerza de Coriolis, facilitando el camino hacia Lisboa y permitiendo a los portugueses aventurarse más lejos de las costas, maniobra que se conoció como «volta do mar». En 1565, la aplicación de este principio en el Océano Pacífico llevó a los españoles a descubrir la ruta comercial a Manila.

## Embarcaciones

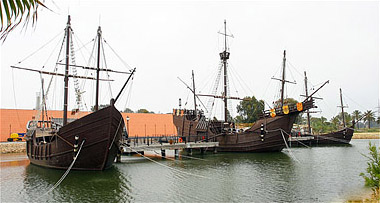
Las naves de Cristóbal Colón (La Niña, La Pinta y La Santa María) en Palos de la Frontera (España) - réplica.

La tipología de las embarcaciones disponibles en Europa en la Edad Media se clasificaban según la zona de origen y la finalidad de su uso:
- Los europeos que navegaban por el Atlántico y el Mar del Norte usaban «barcos largos»" (en latín: navis longa).[8], evolución del drakkar, (långskip) barco vikingo de guerra y grandes «barcos redondos» para la actividad mercantil (véase barco vikingo mercante)[9] que eran grandes veleros con un único mástil y vela cuadra, con castillo de proa en la cubierta y timones axiales en la popa, como la coca, embarcación de vela capaz de navegar por las aguas tormentosas del Mar Báltico;[10]
- En el Mediterráneo, los italianos y los árabes utilizaron modelos en uso desde la antigüedad: la galera accionada mediante remos (que se podía aparejar en caso de necesidad), excelente para el comercio y la guerra de cabotaje, el barco preferido de los comerciantes de la República de Venecia; la faluca provista de velas latinas para viajes rápidos con pequeñas necesidades de carga, etc. Los marineros del Mediterráneo confiaban en instrumentos para la corrección de la ruta de navegación,[11] así como en los portulanos introducidos en el siglo XIII.[12]

Los portugueses fueron capaces de mezclar estas dos tradiciones náuticas diferentes desarrollando primero la carabela y luego la carraca en un complejo proceso evolutivo.
La carabela nació de la necesidad de una nave ágil que pudiera arribar hasta donde la nave mercante medieval no podía (y no quería) ir. Su propósito principal era la exploración, el descubrimiento de nuevas rutas, y no necesitaba mucho espacio para mercancías, armamento y suministros. Por lo tanto, era una nave no excesivamente costosa, cuya funcionalidad, especialmente en la relación calidad/precio, atraía a los propios mercaderes. 
La respuesta de la ingeniería naval lusitana e hispánica fue la creación de un híbrido entre los «barcos largos» y maniobrables del Mediterráneo y los «barcos redondos» del Atlántico, que alcanzó su plena madurez en el siglo XV. Al modelo básico de la carabela se le añadió tonelaje, se alternaron velas cuadras y velas latinas y se montaron piezas de artillería cada vez más sofisticadas y poco voluminosas.
La carabela fue la primera embarcación moderna evolucionada: nacida como un pequeño barco utilizado por los comerciantes y pescadores de la costa, fue desarrollada para mejorar su navegabilidad y capacidad de carga. La necesidad de un buque de apoyo, para garantizar viajes oceánicos más largos, condujo primero a la modernización de los buques (por ejemplo, La Santa María de Colón en su primer viaje a través del Atlántico), y luego al desarrollo de un nuevo buque de guerra y de carga: la carraca.
Carabelas, naos y carracas compusieron las flotas muy maniobrables y equipadas con  baterías de artillería de los exploradores.
Consciente de los éxitos de Colón y de Bartolomé Díaz, Vasco da Gama utilizó en 1497 dos barcos de nueva construcción, cada uno de 100 toneladas de peso, y una carabela de 50 t en la India (véase, Descubrimiento de la ruta marítima a la India). En 1502 emprendió otro viaje usando diez carracas/naos y cinco carabelas artilldas para llegar a la costa de África Oriental. Estos barcos de nuevo diseño se impusieron fácilmente a los dhows islámicos. El propio Fernando Magallanes recurrió a una flota de cinco naos de las cuales solo una, la Victoria regresó del viaje de circunnavegación al globo terráqueo.

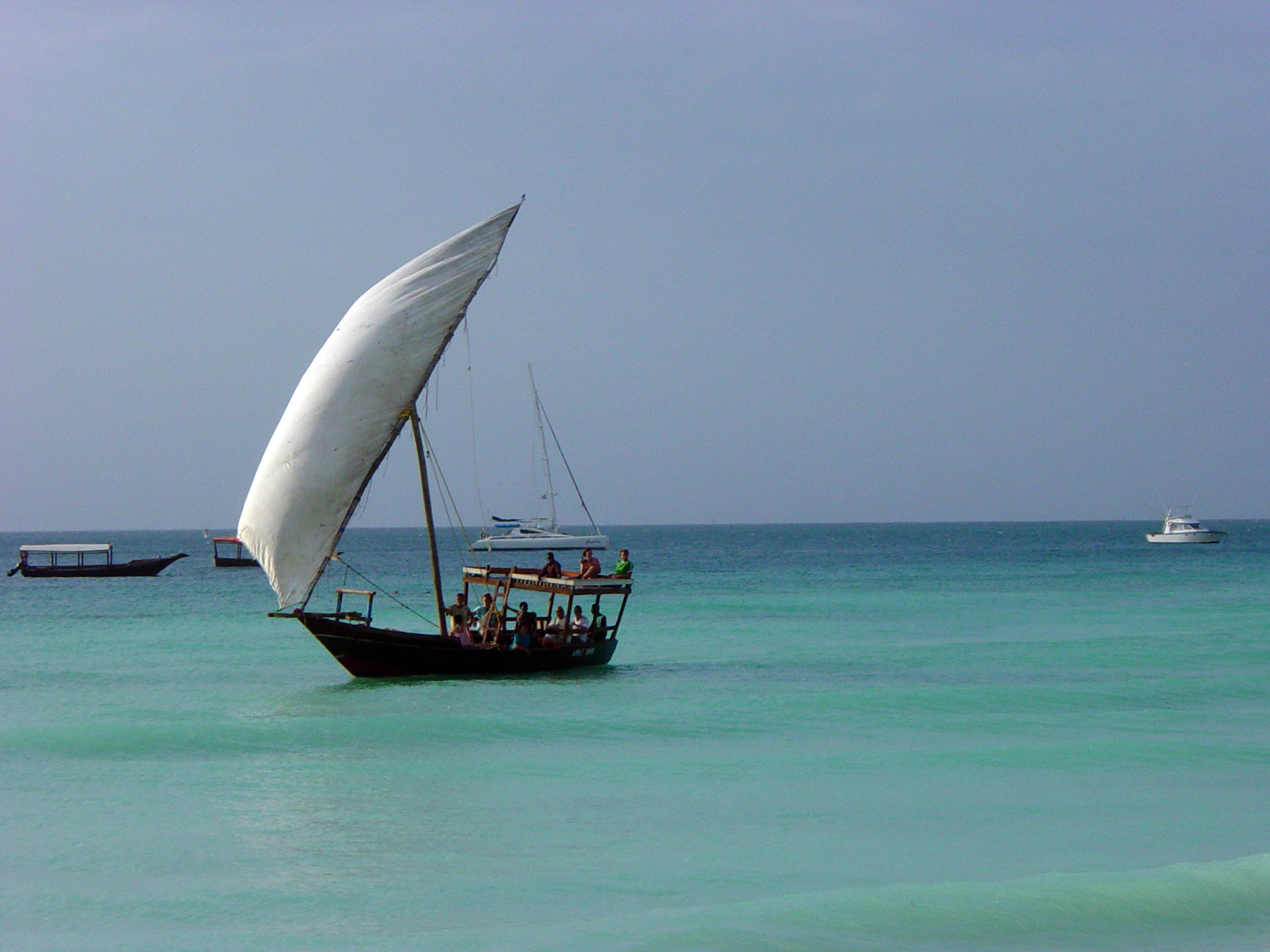
Dhow navegando cerca de Dar es-Salam.
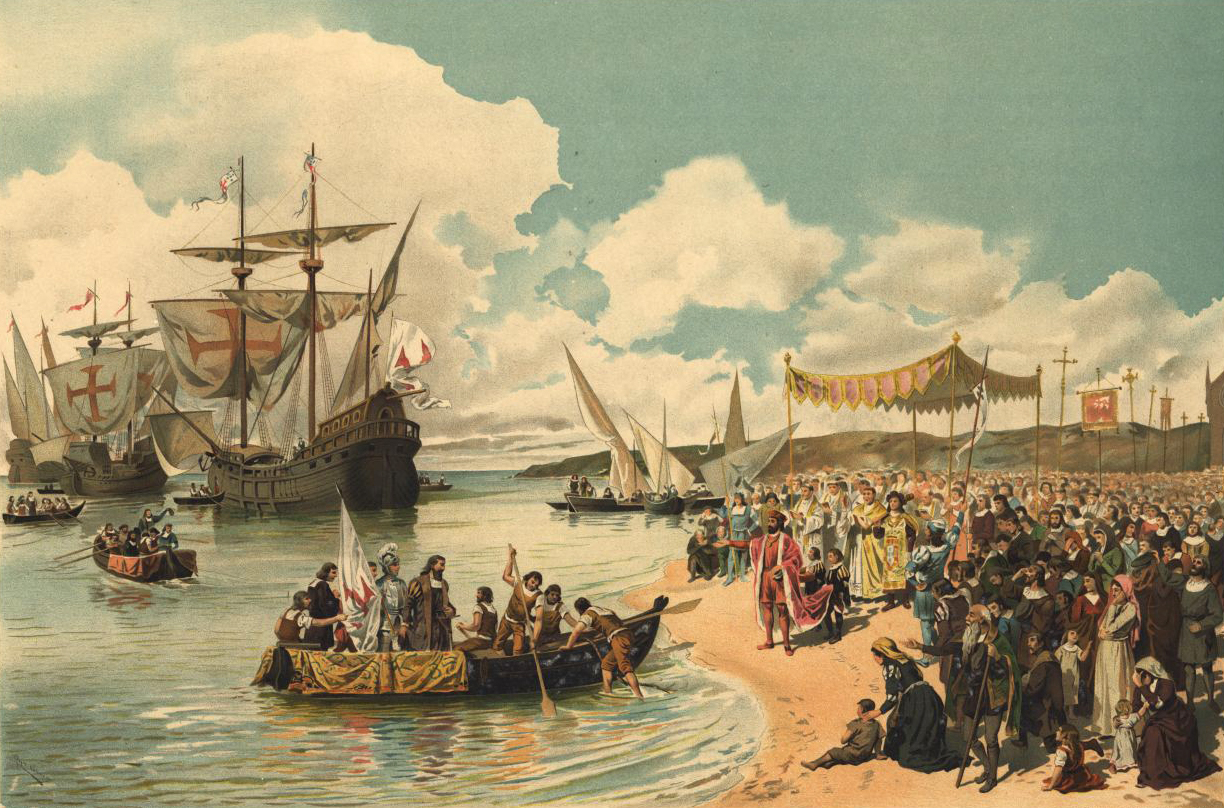
La partida de Vasco da Gama para la India en 1497.
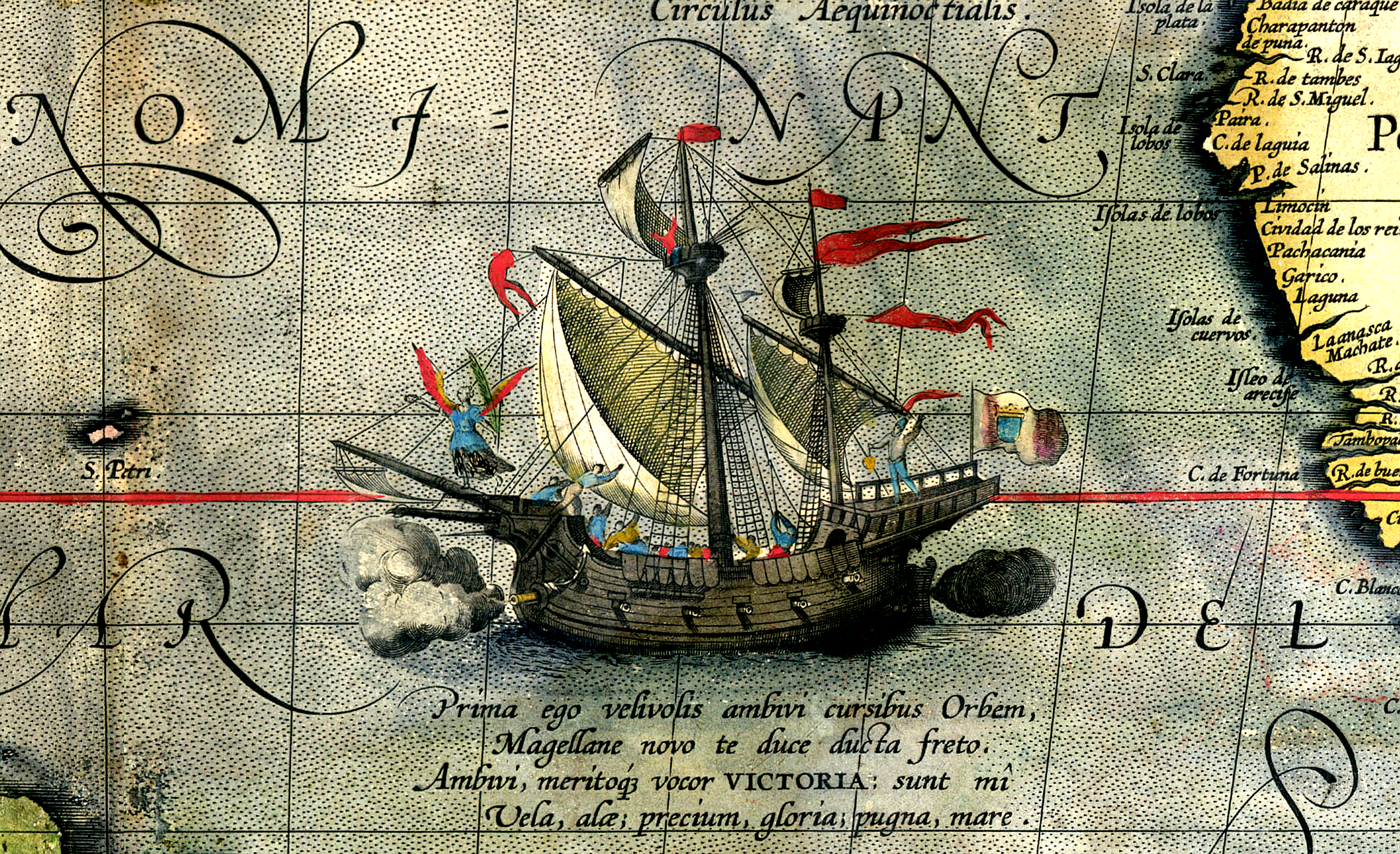
La nao Victoria . Detalle en un mapa de Abraham Ortelius (1590).

Pero no hay que creer que los barcos ibéricos eran máquinas de guerra inexpugnables. El «enemigo» del explorador, el nativo africano o indio, con su canoa de remo fácilmente maniobrable, en un entorno costero o fluvial, resultó ser un adversario temible. Los nativos podían navegar cerca de las carabelas y atacarlas fuertemente con proyectiles y luego escapar antes de que la nave se pudiera posicionar a la distancia de combate ideal.
A partir de mediados del siglo XVI se desarrolló un nuevo tipo de barco a partir de la carraca, siempre destinado a largos viajes oceánico: el galeón. Esta vez se trataba de una nave desarrollada expresamente para fines bélicos, aportando mejoras estructurales a la carraca para hacerlo más maniobrable, eficiente en el combate y económico en su producción: una nave destinada a llevar a la mar los continuos y sangrientos conflictos que a partir del siglo XVI acompañaron a la historia de las potencias europeas.
| Nombre   | Desplazamiento       | Mástiles (número) | Longitud (cubierta) |
| -------- | -------------------- | ----------------- | ------------------- |
| Carabela | 50-180 t             | 1-3               | 18–27 m             |
| Nao      | 100-600 t            | 3-4               | ...                 |
| Carraca  | >500 t (max. 2000 t) | 3-4               | ...                 |
| Galeón   | >500 t (max. 2000 t) | 4-5               | >40 m               |

### Carabela

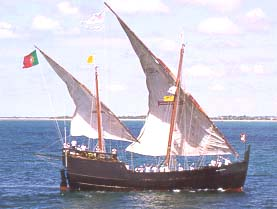
Réplica de carabela latina.

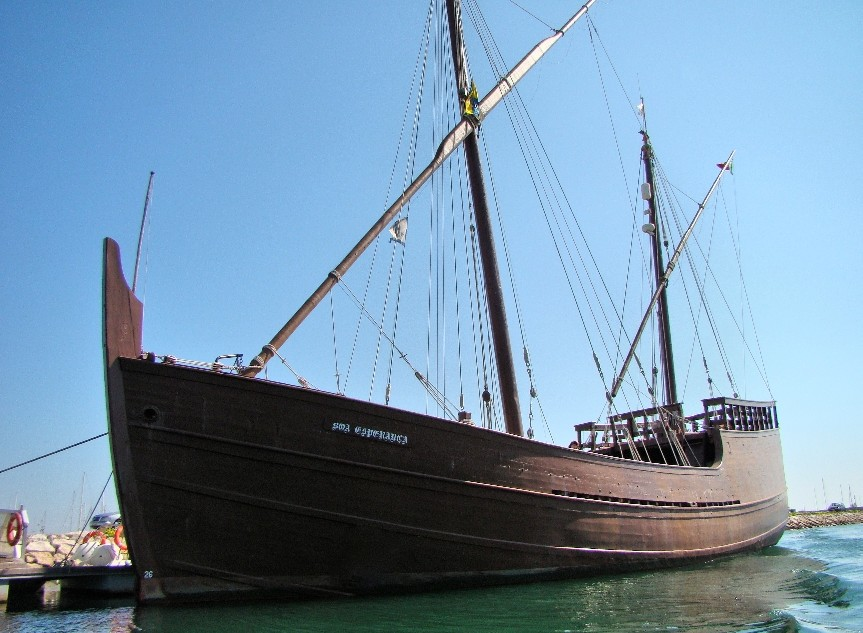
Réplica de la carabela Boa Esperança en Lagos.

La etimología de la palabra “carabela” es debatida pero se cree que deriva de la palabra griega Καραβος, «barco ligero». Es un derivado del cáravo «tipo de barco», un término en portugués: portugués derivado del latín tardío carabus «barco cubierto de pieles» (siglo V), una transposición de carabus «cangrejo» (véase FEW t. 2, s.v. carabus).
Clasificable entre los «naves redondos» y no en las galeras, era el tipo más ágil y fácilmente maniobrable: el velero más rápido de la época. Tenía una popa cuadrada, castillos delanteros y traseros con altas paredes, un bauprés y generalmente cuatro mástiles. Es difícil saber específicamente el equipamiento porque, según el período y la nacionalidad, estaba sujeta a modificaciones. Las primeras carabelas no tenían velas cuadradas, aunque más tarde se izaron velas cuadradas en el trinquete para aumentar la velocidad y la sujeción en caso de tormenta. El aparejo más identificable era un barco de cuatro mástiles con un mástil de vela cuadrada que se inclinaba hacia adelante y tres mástiles de vela latina que disminuían gradualmente de tamaño.  Otro tipo de carabela era de cuatro mástiles pero con velas cuadradas (Q) y latinas (L) alternadas según el esquema L-Q-Q-L. En cambio, el tonelaje se mantuvo estable en 80 t.
Las carabelas han sido especialmente diseñadas para superar a los barcos anteriores, diseñadas para viajes ágiles y no muy largos. A medida que los viajes se hacían más largos, las carabelas necesitaban barcos de apoyo, verdaderos almacenes flotantes, y así nacieron las naos.
Es útil observar las carabelas en tres fases distintas de su historia tecnológica: i) las carabelas arcaicas; ii) las carabelas de los exploradores; y iii) las carabelas de «guerra» (Carabela de armada).
Las carabelas arcaicas eran pequeños barcos de pesca, incapaces de navegar en mar abierto (algunos de ellos ni siquiera tenían mástiles). En la época de las exploraciones, los buques de mar abierto que se utilizaban eran las grandes embarcaciones náuticas, la barca y las pequeñas embarcaciones, utilizadas por el portugués Gil Eanes en 1434 para llegar al Cabo Bojador. El barco pesaba 25-30 toneladas, estaba parcialmente cubierto y se consideraba un barco de vela, aunque podía remar con 14-15 hombres que normalmente podían llenar la capacidad del barco. El balener o balingario (en italiano: barinello, en inglés: balinger) era similar, aunque ligeramente más grande. Barcos muy comunes pero pequeños, lentos, inmanejables para la exploración y penalizados por fuertes vientos del noreste a lo largo de la ruta de regreso a Portugal con la adición de remos y velas cuadradas. Se necesitaban barcos más grandes, con tripulaciones más numerosas y más carga, así como más maniobrables.
La innovación se desencadenó cuando los armadores se dieron cuenta de que el escaso calado de la carabela arcaica, probablemente de origen egipcio, facilitaba el comercio fluvial y la exploración de la costa, además de las ventajas de maniobrabilidad que garantizaba la vela latina. La típica carabela portuguesa (Caravela Latina), revolucionaria para la época, tenía un tonelaje de 50 t, una eslora de 20-30 m, una manga de 7-8 m, velas latinas en mástiles de 2/3 de altura y a menudo sin bauprés. Una lancha rápida, maniobrable con pocos hombres, con poca capacidad de carga y de combate. La Latina, útil para la exploración de la costa africana, no era buena para surcar el Océano. Así se desarrolló la carabela redonda, más grande, con 3-4 mástiles y velas cuadradas para la navegación oceánica. Estas mejoras hicieron posible la navegación en todo el Atlántico sin demasiada incertidumbre.
La carabela redonda continuó evolucionando su sistema de navegación, convirtiéndose en caravela de armada ahora totalmente utilizable para fines militares. Se izaron más velas en los mástiles, comenzando a distinguir la vela mayor de la gavia , ya no carecíael bauprés y apareció el llamado «nido de cuervo» para el avistamiento del enemigo. Sin embargo, también se mantuvieron ágiles naves ágiles, portadoras de órdenes, la Caravela de Mexerguerira. La evolución fue constante y al final algunas carabelas, como la Caravela en la modal Andalucía, disminuyeron las velas latinas y desarrollaron una proa más alta, para maximizar la navegabilidad en el Atlántico. España fue una potencia formidable en el Atlántico y en el Mediterráneo porque supo adaptar sus barcos a la finalidad y al medio en que navegaban, ya fueran galeras de guerra o barcos de exploración. A finales del siglo XVII, las carabelas dejaron de utilizarse para la exploración, fueron sustituidas por el ágil patache de dos mástiles, y tornaron enseguida a ser los barcos de pesca de los gallegos.

### Carraca

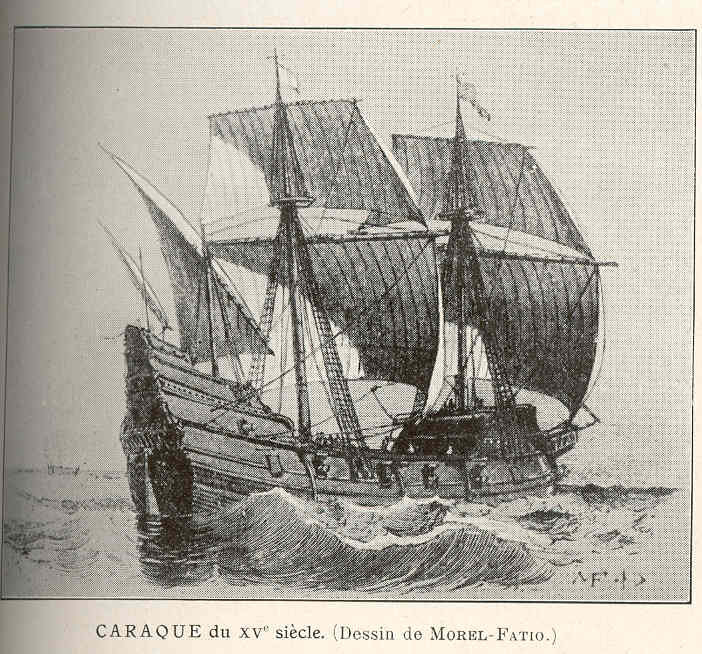
Carraca del.

Aunque versátil, la carabela, al ser ligera, dependía de los caprichos de la navegación oceánica. A medida que los viajes se alargaban, los exploradores exigían un mejor rendimiento que les empujaba a superar el modelo de carabela en favor de la carraca, un barco diseñado para transportar grandes cantidades de armas y mercancías manteniendo una velocidad y maniobrabilidad razonables.
La carraca tenía una popa alta y redondeada (pero no redonda, como en la cabina), con un bauprés y un castillo de proa muy pronunciado. Los mástiles, de diferente altura, eran el trinquete y el palo mayor (el más alto) con velas cuadradas, formados por un huso mayor y un mástil de gavia, y el palo de mesana con velas latinas. A veces disponía de un cuarto mástil llamado di bonaventura también aparejado con velas latinas.
Una carraca estándar de tres mástiles (por ejemplo, la São Gabriel de Vasco de Gama) tenía 6 velas en total: vela de trinquete con perico bajo, vela mayor con gavia baja, vela de mesana y vela de bauprés.
A finales del siglo XV, las carrracas tenían un desplazamiento comparable al de los grandes barcos (500-600 t) pero, a finales del siglo siguiente, se convirtieron en los barcos más grandes de la época: a menudo pesaban más de 1000 t; a veces 2000 t.
Las diferencias entre la carraca y la nao eran: el mayor desplazamiento (las naos no superaban las 500 t); el casco estaba reforzado por un cinturón blindado y cuadernas de madera (las llamadas bulárcamas), con un aparejo de perforación más sofisticado; los castillos de popa y de proa eran mucho más pronunciados y desarrollados; los mástiles eran de diferentes tamaños, todos equipados con palancas, y el uso más libre de la vela latina (en la enao confinada al palo de mesana).

### Galeón

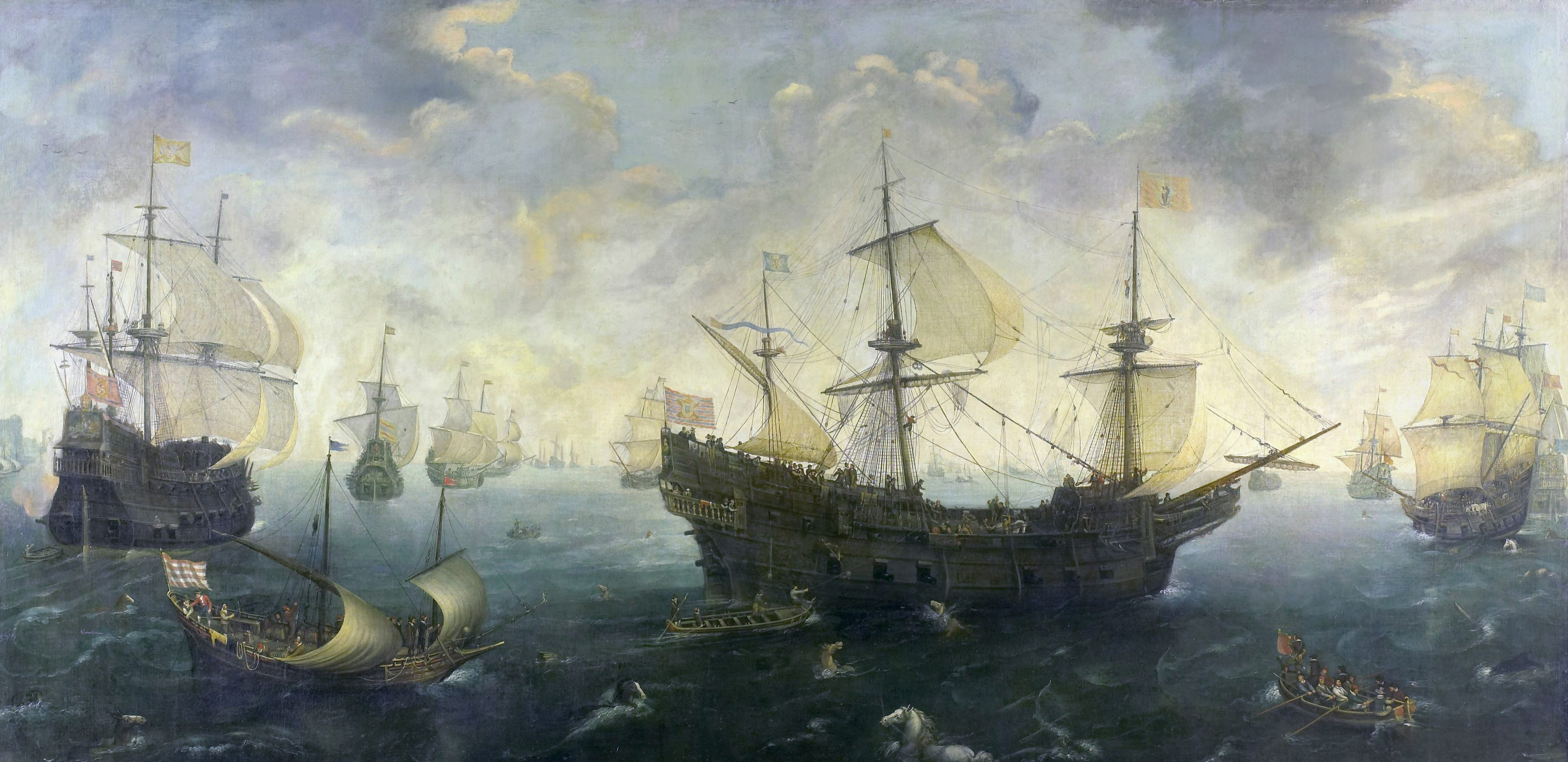
Galeones españoles de la Gran Armada de 1588 por Cornelis Claesz. van Wieringen (Rijksmuseum, Ámsterdam).

La propagación generalizada de conflictos armados cada vez más extensos y duraderos en la Europa del siglo XVI también tuvo sus repercusiones en los asuntos marítimos. Así como un reino fue llamado a demostrar su poder con el poder de sus ejércitos, un naciente imperio colonial tuvo que demostrar su fuerza con grandes y poderosos buques de guerra. Así nació el galeón, construido a finales del siglo XVI y principios del XVII como buque de guerra y vehículo de transporte de los preciosos tesoros transbordados desde América y el Lejano Oriente hasta la península ibérica.
Es importante señalar las peculiaridades de ingeniería del galeón como resultado de su vocación militar. En primer lugar, el pequeño número de cubiertas, que las hizo más elegantes y fáciles de manejar para los marineros. Esto no significa que fuera el diseño perfecto: era grande y voluminoso, especialmente cuando se lo comparaba con los ágiles barcos de la marina británica de la época. Los galeones tenían tres niveles mientras que los grandes barcos tenían cuatro.
Otra diferencia sustancial fue la forma de la proa y la popa. La proa, sin castillo, era compacta y redondeada (donde las carracas tenían una proa alargada y voluminosa), de la que sobresalía, sin embargo, un espolón similar a la de la galera y un mascarón de proa sobre el que descansaba el bauprés. La popa, en cambio, era muy 
voluminosa y enmarcada, con un gran espejo cuadrado y varios niveles de puentes estrechos. También hubo variaciones arquitectónicas reales, como la presencia de rampas para reforzar los lados. El frente y la parte principal estaban hechos con topes redondos y eran capaces de llevar gavias y velas, así como de tener una o dos mesanas suplementarias. En resumen, el «galeón era de tres mástiles y aparejo cuadrado, normalmente con dos cubiertas y sus baterías principales a los lados».
Después del fracaso de la Armada Invencible, el galeón perdió mucho prestigio. En el siglo XVII, ya se habían diseñado nuevas naves que se adaptarían mejor a las necesidades de los imperios ibéricos (por ejemplo, el navío de línea). El creciente esfuerzo bélico de los imperios ibéricos en tierra y su declive sistemático a favor de nuevos Estados más fuertes (fundados por Francia e Inglaterra) condujo entonces al progresivo declive de su poderío marítimo al finalizar sus inversiones tecnológicas.